# أغوتا كريستوف
أغوتا كريستوف (بالمجرية: Kristóf Ágota) (و. 1935 – 2011 م) هي كاتِبة، وكاتبة مسرحية من المجر. تميزت بكتابة القصص القصيرة. هاجرت إلى سويسرا في سن العشرين، وتوفيت في نوشاتيل، عن عمر يناهز 76 عاماً.

## جوائز
حصلت على جوائز منها:
- جائزة الدولة النمساوية للأدب الأوروبي [الإنجليزية]‏ (2008)
- جائزة كوشوت [الإنجليزية]‏
- Prix du Livre Inter [الإنجليزية]‏.

## وصلات خارجية
- أغوتا كريستوف على موقع IMDb (الإنجليزية)
- أغوتا كريستوف على موقع مونزينجر (الألمانية)
- أغوتا كريستوف على موقع ألو سيني (الفرنسية)
- أغوتا كريستوف على موقع أول موفي (الإنجليزية)
- أغوتا كريستوف على موقع قاعدة بيانات الأفلام السويدية (السويدية)
- أغوتا كريستوف على موقع ديسكوغز (الإنجليزية)
- أغوتا كريستوف على موقع قاعدة بيانات الفيلم (الإنجليزية)
- أغوتا كريستوف على موقع كينوبويسك (الروسية)